# Musée départemental Arles antique
Das Musée départemental Arles antique, auch Musée bleu genannt,  ist das archäologisches Museum in Arles, das 1995 eröffnet wurde. Es visualisiert die Geschichte der Besiedelung von Arles und seiner Umgebung von der Urgeschichte bis zum Ende der Römerzeit. Seine Sammlung spätrömischer Sarkophage wird in Anzahl und Qualität nur von den Vatikanischen Museen in Rom übertroffen. Das Museumsgebäude in Form eines langgezogenen Dreiecks gilt als museumdidaktisch gelungen.

## Geografische Lage
Das Museum liegt südwestlich vor der Altstadt, von der es durch die N113 getrennt wird, zwischen Rhone und Canal de l’Ecluse, unmittelbar neben den Resten des Circus.

## Gebäude

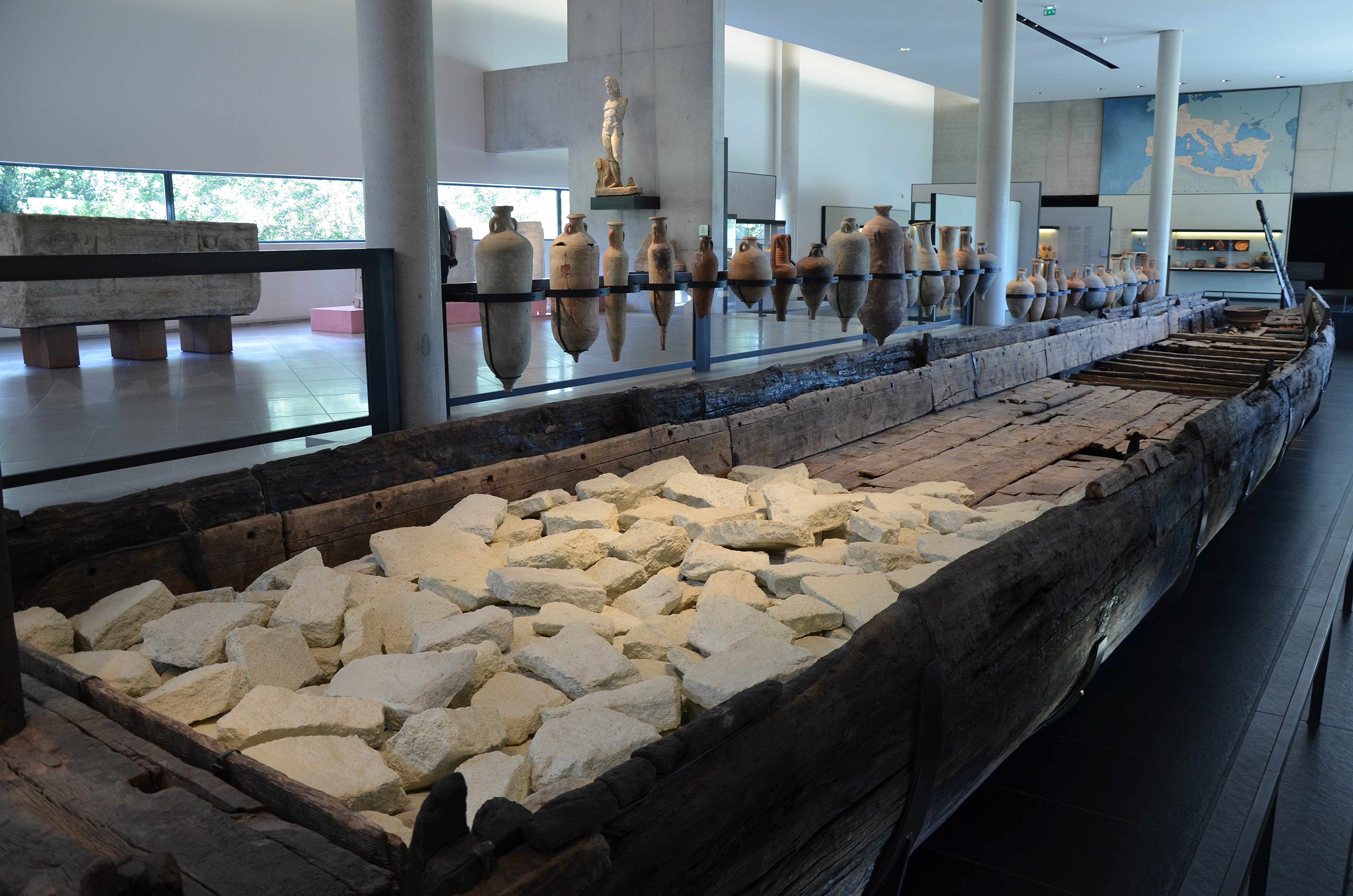
Innenansicht des Museums mit einem der römischen Frachtschiffe in der Dauerausstellung

1983 gewann Henri Ciriani den Architektenwettbewerb für den Neubau. Dieser ersetzte zwei kleinere Museen, das Musée Lapidaire (in der Kapelle Saint-Anne neben dem Rathaus) und das Musée d’art chrétien (in der ehemaligen Jesuitenkirche). Diese waren in ihrer museumsdidaktischen Gestaltung überholt und hatten, da in ehemaligen Kirchen untergebracht, auch keine Erweiterungsmöglichkeiten.
Der Neubau hat eine Fläche von 12.000 m². Neben der Dauerausstellung gibt es auch einen Saal für Wechselausstellungen.
Ab 2011 erhielt das Gebäude einen Anbau, um das bei der Ausgrabung Arles-Rhône 3 gefundene, rund 30 Meter lange römische Frachtschiff ausstellen zu können. Der Anbau wurde im Herbst 2013 eröffnet.

## Dauerausstellung
Die Dauerausstellung ist chronologisch, die Römerzeit in thematischen Gruppen gestaltet. Es gibt insgesamt sieben Ausstellungsbereiche, wobei die römische Zeit im Mittelpunkt steht:
1. Arles vor Ankunft der Römer: Steinzeit, Bronzezeit, Kelten und Hellenismus
2. Die Römer in Arles
3. Ein großer See- und Flusshafen (Römerzeit)
4. Handwerk und Landwirtschaft (Römerzeit)
5. Das tägliche Leben (Römerzeit)
6. Begräbnisrituale (Römerzeit)
7. Arles und die christliche Welt (Spätantike und Frühmittelalter)

Als größter Schatz des Museums gelten die zahlreichen spätrömischen Sarkophage, die in ihrem Dekor den Wandel von heidnischer zu christlicher Symbolik zeigen.
Neben archäologischen Funden sind auch etliche Modelle ausgestellt. Kleinfunde werden systematisch, gleichartige Gegenstände zusammen, in Vitrinen gezeigt. Zusätzlich erläutern Schautafeln das Gezeigte. Die folgend gelisteten Ausstellungsstücke sind nur eine Auswahl.

### Modelle

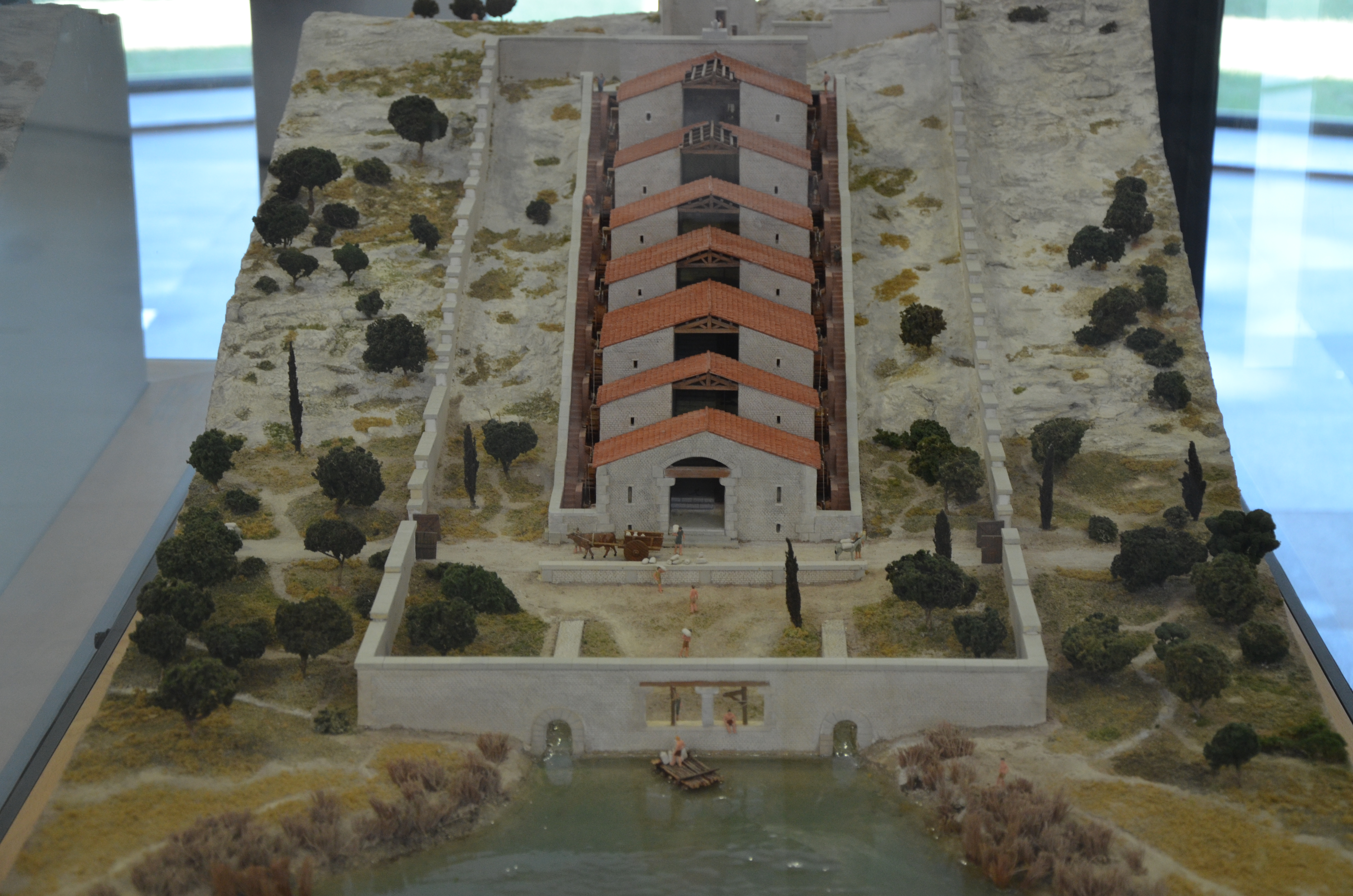
Modell der Wassermühlen von Barbegal

- Das Modell „Le Quartier du jardin river“ ist eine Nachbildung des vorrömischen Arles (Maßstab 1:30). Gestaltet ist es nach Befunden, die bei Ausgrabungen ab 1975 im Bereich des Boulevard des Lices entdeckt wurden. Dargestellt ist die Zeit von 500 bis 375 vor Christus.[4]
- Das Modell des römischen Forums von Arles (Maßstab 1:100)
- Das Modell des Amphitheaters von Arles (Maßstab 1:100). Es zeigt das Amphitheater mit aufgezogenen Sonnenschutzsegeln.[5]
- Das Modell des Circus von Arles
- Das Modell der römischen Schiffsbrücke von Arles
- Das Modell der Wassermühlen von Barbegal (Maßstab 1:100).

### Kunstwerke und Statuen

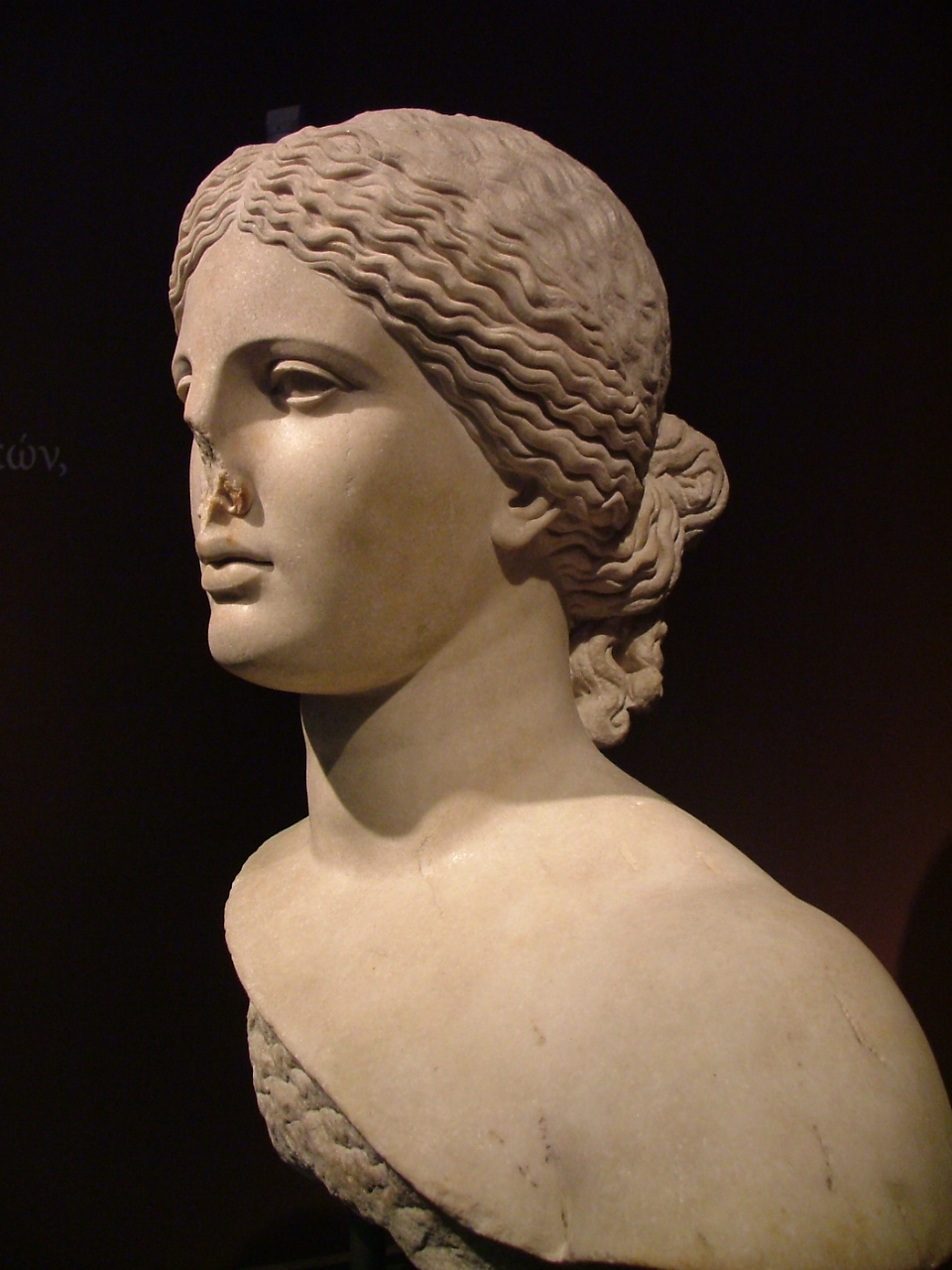
Büste der Aphrodite

- Von der berühmten „Venus von Arles“ ist eine Kopie ausgestellt (das Original befindet sich im Louvre in Paris). Die Venus wurde 1651 im Theater von Arles gefunden und dem König von Frankreich geschenkt. Die 205 cm hohe Statue aus Marmor ist die römische Kopie eines griechischen Originals der Aphrodite von Thespiai, das auf 360 vor Christus datiert wird. Die Kopie im Museum wurde im 17. Jahrhundert angefertigt.[6]
- Die „Büste des jungen Prinzen“ (Buste de jeune prince). Die 45 cm hohe Marmorbüste wird auf 160 nach Christus datiert. Sie wurde 1847 im antiken Theater von Arles gefunden.[6]
- Die Büste der Aphrodite (Aphrodite). Die 57 cm hohe Marmor-Büste entstand vermutlich im 1. Jahrhundert vor Christus. Sie wurde 1823 im antiken Theater von Arles gefunden.[7]
- Der Altar des Apollon (Autel d’Apollon) aus Carrara-Marmor wird ans Ende des 1. Jahrhunderts vor Christus datiert. Er wurde 1823 im antiken Theater von Arles gefunden.[8]
- Die Tänzerinnen. Zwei kopf- und armlose Statuen, die Tänzerinnen im hellenistischen Stil darstellen.[9]
- Die Medea (Médée), eine Kalkstatue, die eine Frauengestalt zeigt, an deren Rock sich zwei Kinder schmiegen. Sie ist 123 cm hoch und entstand im 2.–3. Jahrhundert.[10]
- Die Faun-Statue (Faune) ist eine 51 cm hohe Bronzestatue aus dem 1. Jahrhundert vor Christus. Sie wurde 1967 im Meer bei Saintes-Maries-de-la-Mer gefunden.[11]
- Die monumentale Hüftmantelstatue des Augustus wurde im antiken Theater von Arles gefunden, zunächst 1750 der Torso, 1834 der Kopf. Beide Teile sind aus unterschiedlichen Marmorsorten gefertigt, der Sockel der Statue aus Kalkstein aus der Gegend um Arles. Die Statue wird unterschiedlich datiert. Da sie aufgrund ihrer Größe wohl eine zentrale Stellung an der Rückwand des Theaters einnahm, könnte sie schon zu dessen Fertigstellung 12–10 v. Chr. aufgestellt worden sein. Für eine spätere Entstehung in tiberischer Zeit 20–40 n. Chr. spricht die Tatsache, dass Augustus in dieser Darstellung gealtert wirkt.[12][13]

### Sarkophage

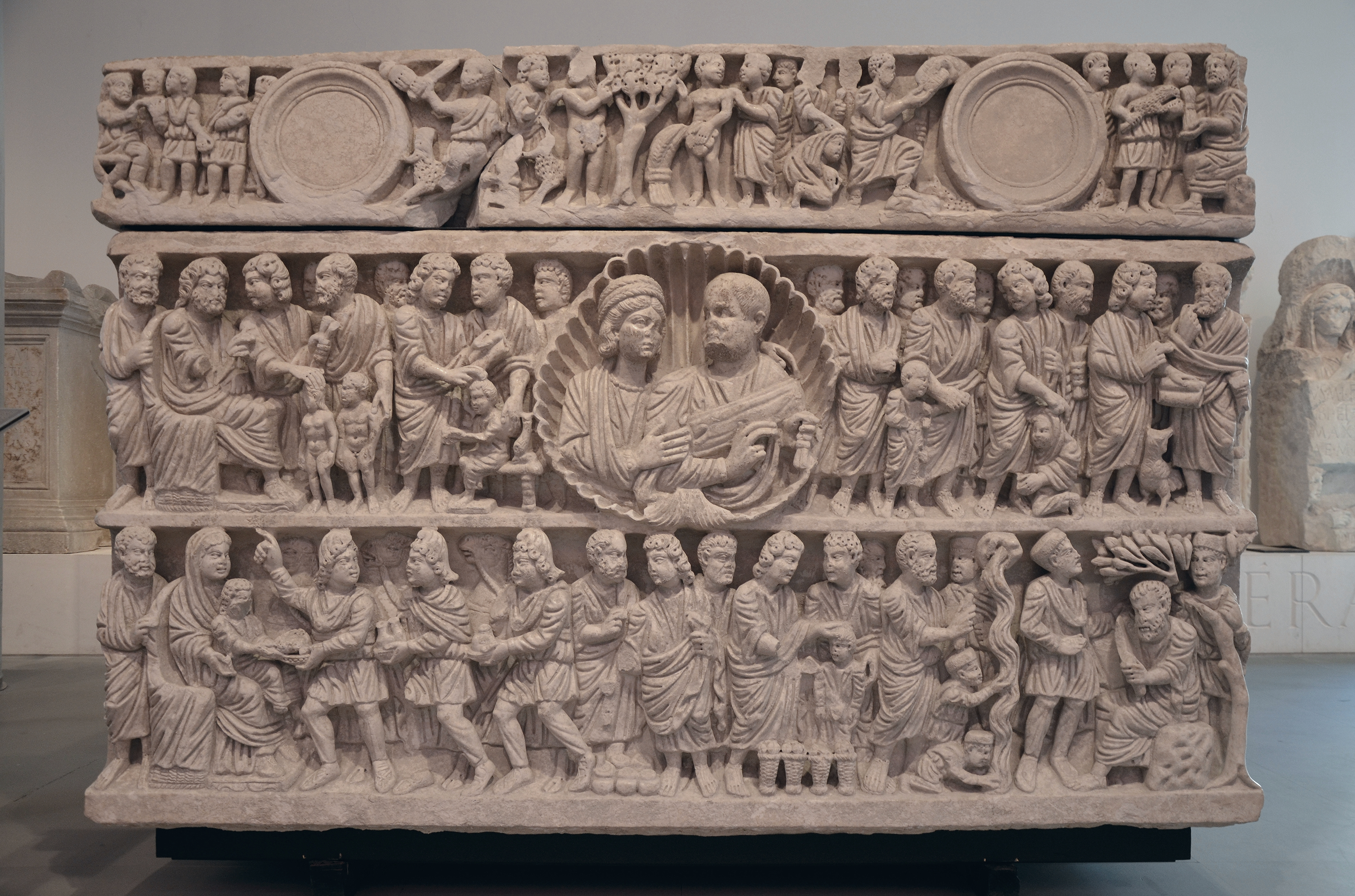
Trinitätssarkophag

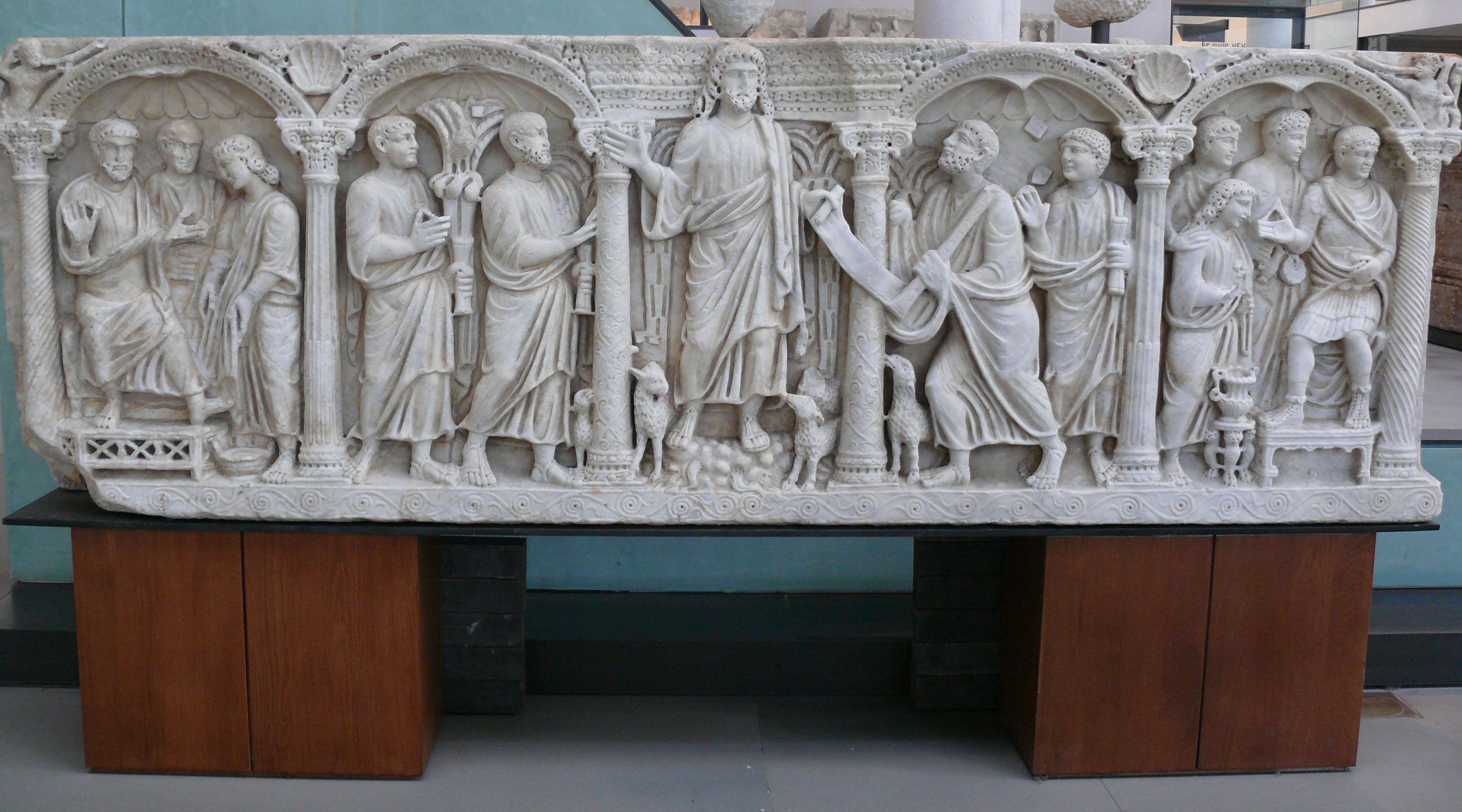
Frühchristlicher Sarkophag

- Der „Trinitäts-Sarkophag“ oder auch „Sarkophag der Eheleute“ (Sarcophage des Epoux)[14]
- Der „Sarkophag der Musen“ (Sarcophage des Muses) aus weißem Marmor entstand im 2. Jahrhundert nach Christus.[10]
- Der Sarkophag der Psyche (Sarcophage de Psyche)[15]
- Der „Dioskuren-Sarkophag“ (Sarcophage des Dioscures)[16]
- Der „Phädra-und-Hippolyt-Sarkophag“ (Sarcophage de Phèdre et Hippolyte)[16]
- Der „Sarkophag der Marcina Romania Celsa“ (Sarcophage des Marcina Romania Celsa) entstand im zweiten Viertel des 4. Jahrhunderts.[17]
- Der Sarkophag der Jagd (Sarcophage de la Chasse)[18]
- Der „Sarkophag des Beters“ (Sarcophage de l’orante)[19]
- Der „Sarkophag des Bischofs Concordius“ (Sarcophage de Concordius)[20]
- Der Sarcophage de la remise de la Loi à sait Pierre[21]
- Zwei Sarkophage mit dem Thema der Passage durch das rote Meer (Sarcophages du Passage de la Mer Rouge)[22]
- Der „Sarkophag des Bischofs Aeonius“

### Mosaike

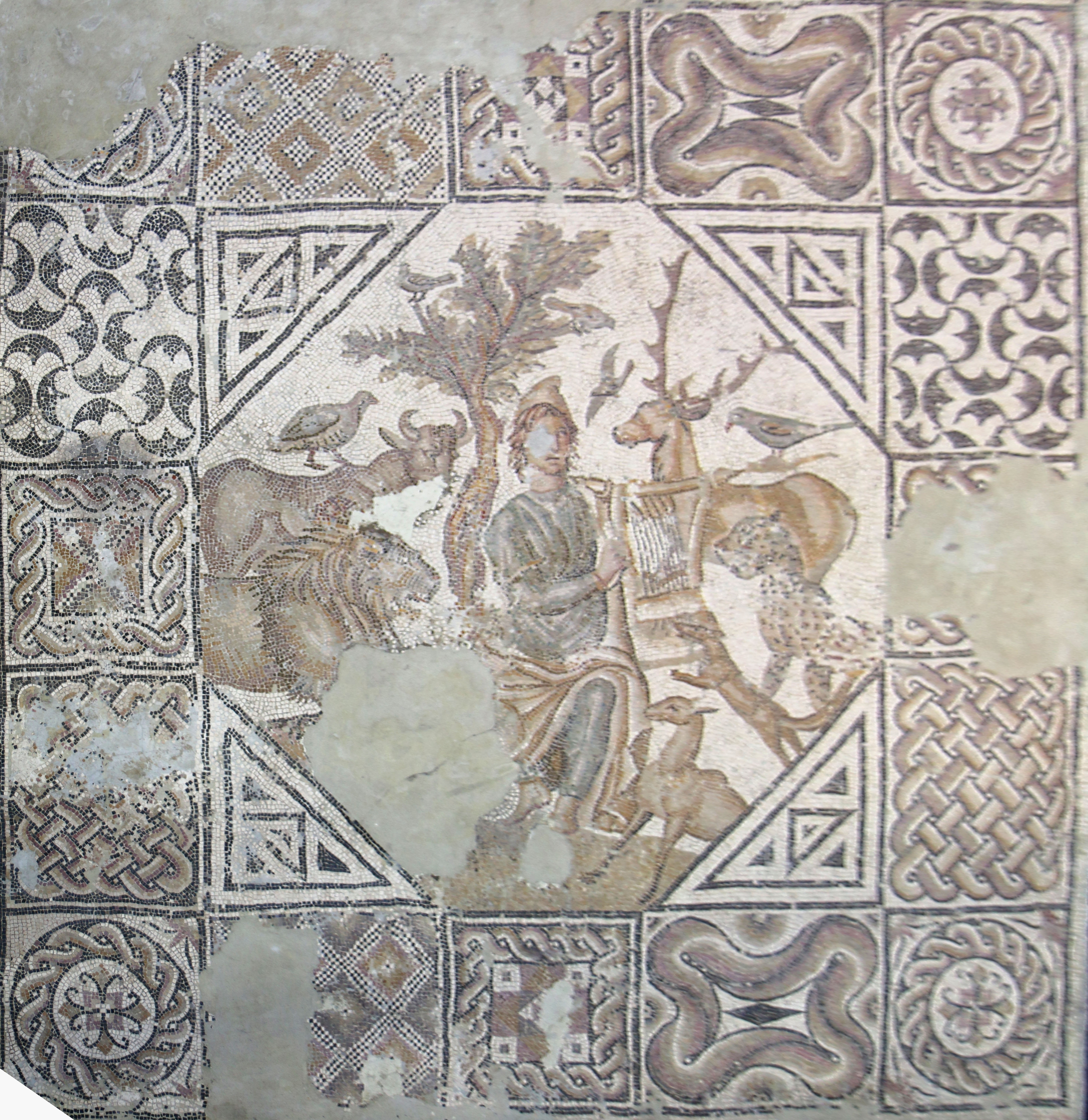
Orpheus-Mosaik

Für die Mosaike wurde eine Galerie angelegt, die den Besuchern den Blick von oben auf die Objekte ermöglicht.
- Das „Mosaik des Annus-Aiôn“ (Mosaïque de l’Annus-Aiôn) wurde 1983 in der Nähe der Glashütte gefunden und 1992 endgültig freigelegt. Es wird in das 2. Jahrhundert datiert.[23]
- Das „Mosaik des Orpheus“ (Mosaïque d’Orphée) wurde 1934 von MArcelin, Boyer freigelegt. Es wird auf das 3. bis 4. Jahrhundert datiert.[24]